# The Continuing Story of Bungalow Bill
The Continuing Story of Bungalow Bill (Lennon/McCartney) är en låt av The Beatles från 1968.

## Låten och inspelningen
Ännu en låt som inspirerades av vistelsen i Indien och som sattes vid ett och samma tillfälle, 8 oktober 1968. En av besökarna i Indien, en amerikan, hade med ytlig okänslighet avbrutit meditationen för att gå på tigerjakt innan han återkom för mer andlig utveckling och man flätar även in lite inslag från TV-serier i det hela samt förlöjligar den tappre jägaren å det grövsta. Yoko Ono och Maureen Starkey körar och George Martins assistent Chris Thomas spelar mellotron. Låten kom med på LP:n The Beatles, som utgavs i England och USA 22 november respektive 25 november 1968.